# Уильямс, Джон (актёр)
Джон Уильямс (англ. John Williams; 15 апреля 1903, Челфонт, Бакингемшир, Англия — 5 мая 1983, Ла-Хойя, Сан-Диего, Калифорния, США) — британский актёр театра, кино и телевидения. Наиболее известен по роли старшего инспектора Хаббарда в фильме Альфреда Хичкока «В случае убийства набирайте „М“» (1954).

## Биография
Джон Уильямс родился 15 апреля 1903 года в графстве Бакингемшир (Англия). Получил образование в Лансингском колледже. Дебют на английской сцене состоялся в 1916 году, а на Бродвее — в 1924 году. За следующие четыре десятилетия он сыграл на сцене более чем в тридцати спектаклях. Первый успех пришёл к нему в 1925 году, когда вместе с Клодетт Кольбер сыграл в спектакле «Поцелуй в такси». Среди его партнёрш по сцене можно выделить Гертруду Лоуренс в «Пигмалионе» (1945) и Хелен Хейс в «Алисе сидит у огня» (1946). Уильямс впервые снялся в кино в 1930 году, дебютировав в ленте Мака Сеннета «The Chumps». Всего же он снялся в примерно в сорока фильмах, а также принял участие в тридцати сериалах и телевизионных шоу.
В Америке Уильямс, помимо кино и театра, получил известность благодаря рекламе сборника классической музыки «120 музыкальных шедевров», выпущенного на четырёх грампластинках компанией Columbia Records. Данная реклама установила рекорд по продолжительности демонстрации на американском телевидении. В первый раз её показали в 1971 году, а в последний — в 1984 году, уже после смерти Уильямса. В начале ролика он говорил:

«Я уверен, вы узнали в этой прекрасной мелодии песню «Stranger in Paradise». Но знаете ли вы, что её основная тема была взята из „Половецких плясок“ Бородина? Так много мотивов хорошо известных нам песен на самом деле были написаны великими мастерами — таких, как эти знакомые темы…»
Оригинальный текст (англ.)I'm sure you recognise this lovely melody as 'Stranger in Paradise.' But did you know that the original theme is from the Polovetsian Dance No. 2 by Borodin?. So many of the tunes of our well-known popular songs were actually written by the great masters--like these familiar themes...

В 1953 году удостоен премии «Тони» за исполнение роли старшего инспектора Хаббарда в спектакле «В случае убийства набирайте „М“». Когда Альфред Хичкок взялся за экранизацию этой пьесы, он предложил Уильямсу эту же роль. Уильямс также появился и в других фильмах Хичкока: «Дело Парадайна» (1947, адвокат) и «Поймать вора» (1955, представитель страховой компании).
Кроме того, Уильямс снялся в фильмах «Сабрина» (1954), «Свидетель обвинения» (1957) и «Двойная проблема» (1967). За роли в «Сабрине» и «В случае убийства набирайте „М“» получил приз Национального совета кинокритиков США за лучшую мужскую роль второго плана по итогам 1954 года.
С 1955 по 1959 год Уильямс принял участие в съёмках десяти эпизодов телевизионной антологии «Альфред Хичкок представляет», три из которых (Back for Christmas, Wet Saturday, Banquo’s Chair) снял сам Хичкок. Сыграл в эпизоде «Из любви к искусству» детективного сериала «Коломбо» (1972). В последний раз он появился на экранах в 1979 году в двух эпизодах сериала «Звёздный крейсер „Галактика“».

## Избранная фильмография
- 1947 — Дело Парадайна —  Барристер Коллинз
- 1948 — Женская месть —  представитель обвинения
- 1954 — Сабрина — Томас Фэйрчальд
- 1954 — В случае убийства набирайте "М" — инспектор Хаббард
- 1955 — Поймать вора — Хьюсон
- 1956 — День «Д», 6 июня — бриг. Рассел
- 1957 — Испортит ли успех Рока Хантера? — Ирвин Ласаль
- 1957 — Свидетель обвинения — Броган Мур
- 1959 — Молодые филадельфийцы — Гилберт Дикинсон